# Tanyproctus festivus
Tanyproctus festivus är en skalbaggsart som beskrevs av Hermann Burmeister 1855. Tanyproctus festivus ingår i släktet Tanyproctus och familjen Melolonthidae. Inga underarter finns listade i Catalogue of Life.